# باغ مه عصر
باغ مه عصر (انگلیسی: The Garden of Evening Mists) یک فیلم در ژانر درام است که در سال ۲۰۱۹ منتشر شد.